# Трогон жовтовусий
Трогон жовтовусий (Apaloderma aequatoriale) — вид птахів родини трогонових (Trogonidae).

## Поширення
Вид поширений в Центральній Африці: ДР Конго, Республіці Конго, Габоні, Екваторіальній Гвінеї, на південному заході ЦАР, в Камеруні та на південному сході Нігерії. Мешкає у тропічних дощових лісах.

## Опис
Птах завдовжки близько 30 см, включаючи його довгий, закруглений хвіст. Оперення самців чорнувате на верхніх частинах тіла, голові та грудях. Його крила сірі, а черево і боки червоні. Він має жовтий карункул (м'ясистий наріст), який займає значну частину щік. Дзьоб також жовтий, а його кінчик вигнутий вниз. Самиці сіруваті з зеленуватим черевцем і боками, а їхній карункул значно менший.